# Burn the Witch (манга)
Burn the Witch (с англ. — «Сжечь ведьму»), стилизовано как BURN ☩HE WITCH, — манга Тайто Кубо и её аниме-адаптация. Изначально манга была опубликована в виде ваншота в журнале Shonen Jump 14 июля 2018 года. В нём же публикуется и её продолжение, выходящее «сезонами». 2 октября 2020 года состоялась премьера одноимённого полнометражного аниме-фильма от Studio Colorido. Премьера телевизионной экранизации пролога, Burn the Witch #0.8 «Не судите книгу по обложке» состоялась 30 декабря 2023 года на TV Tokyo.

## Сюжет
События манги Burn the Witch происходят во вселенной мира «Блич» в западном филиале Общества душ в Обратном Лондоне. Исторически сложилось так, что 72 % всех смертей в Лондоне связаны с драконами. Жители настоящего Лондона не в состоянии видеть драконов, в отличие от жителей Обратного Лондона, в котором существует организация защиты природных драконов. Однако, обычным людям нельзя прикасаться к драконам. Контактировать с ними могут только маги и ведьмы, а нарушителям грозит 100 лет тюрьмы или смертная казнь. Главные героини Ноэль Ниихаши и Нинни Спангколе, как раз является ведьмами, работающих в агентстве по управлению драконами, в чьи обязанности входит уход за драконами. Но однажды случается непредвиденная ситуация: человек вступает в контакт с драконом. И разобраться в ней посылают именно Ноэль и Нинни.

## Персонажи
Нинни Спангколе (яп. ニニー・スパンコール Ninī Supankōru)
Ноэль Ниихаси (яп. 新橋 のえる Niihashi Noeru)
Мэйси Балджур (яп. メイシー・バルジャー Meishī Barujā)
Балго Паркс (яп. バルゴ・パークス Barugo Pākusu)
Бруно Бангниф (яп. ブルーノ・バングナイフ Burūno Bangunaifu)
Билли Бэнкс-младший (яп. ビリー・バンクス Jr. Birī Bankusu Junia)
Осуши-тян (яп. オスシちゃん)
Вольфганг Слэшхаут (яп. ウルフギャング・スラッシュハウト Urufugyangu Surasshuhauto)
Салливан Сквайр (яп. サリバン・スクワイア Sariban Sukuwaia)
Рой Б. Диппер (яп. ロイ・B・ディッパー Roi B Dippā)

## Медиа

### Манга
Манга написана и иллюстрирована Тайто Кубо. 62-страничный ваншот был впервые опубликован в 33-м выпуске еженедельника Shueisha Weekly Shōnen Jump 14 июля 2018 года. В марте 2020 года было объявлено, что в качестве дополнения к анонсированному фильму в Weekly Shōnen Jump выйдет продолжение манги. «Первый сезон» состоящий из 4 глав публиковался с 24 августа по 14 сентября 2020 года. «Второй сезон» был анонсирован в конце последней главе «первого сезона». 2 октября 2020 года Shueisha опубликовала первый сезон сериала в 260-страничном томе танкобона, который включает в себя ваншот и 4 главы «первого сезона».

#### Опубликованные тома
| № | Заглавие                                                     | Японское                              | Издание на русском |
| --- | ------------------------------------------------------------ | ------------------------------------- | ------------------ |
| 1 | Не судите книгу по обложке (Don't Judge A Book By Its Cover) | 2 октября 2020 ISBN 978-4-08-882428-4 |                    |
| - 0.8 «Не судите книгу по обложке» / Don’t Judge A Book By Its Cover - 01 «Ведьмы играют на новой флейте» / Witches Blow A New Pipe - 02 «Маскхалат» / Ghillie Suit - 03 «Она делает меня особенной» / She Makes Me Special - 04 «Если бы лев мог говорить, мы не смогли бы понять его» / If A Lion Could Speak, We Couldn’t Understand |                                                              |                                       |                    |

### Фильм
В марте 2020 года было объявлено, что Studio Colorido выпустит аниме-экранизацию манги Burn the Witch под руководством Тацуро Кавано. Фильм распространяется компанией Shochiku, его премьера в Японии состоялась 2 октября 2020 года. Музыкальная тема фильма — «Blowing» в исполнении Нила. За пределами Японии фильм также транслировался в версиях, отличных от японской театральной версии. Crunchyroll транслировал фильм в формате из 3 серий. Viz Media выпустило сериал как домашнее видео. Muse Communication лицензировала фильм и разместила его на YouTube.

## Критика
Первый том Burn the Witch был продан 86 066 печатных экземпляров за первую неделю и 68 810 печатных экземпляров за вторую неделю.
Burn the Witch заняла 48-е место в рейтинге манга-сообщества «My Manga Best5» 2020 года, в котором приняли участие 46 641 пользователь (через Twitter).
Скайлер Аллен из The Fandom Post написал, что, несмотря на отсутствие той же «искры», что и в начале Bleach, фильм Burn the Witch по-прежнему приятен и имеет большой потенциал для роста в полной сериализации, но слишком много времени тратится на его настройку, чтобы работать как отдельная история. Он высоко оценил искусство Кубо и запоминающиеся дизайны персонажей, но раскритиковал ваншот как «несфокусированный» за идеи, которые не были должным образом воплощены.